# 육지측량부
육지측량부(陸地測量部)는 일본 제국 육군 참모본부의 측량기관이다. 일본군이 해체된 후 기능은 현재의 국토지리원으로 이관되었다.